# Central Professional Hockey League 1964-1965
La stagione 1964-1965 è stata la 2ª edizione della Central Professional Hockey League, lega di sviluppo creata dalla National Hockey League per far crescere i giocatori delle proprie franchigie. La stagione vide al via sei formazioni e al termine dei playoff i St. Paul Rangers conquistarono la loro prima Adams Cup.

## Squadre partecipanti
Rispetto alla stagione precedente i Cincinnati Wings diventarono i Memphis Wings, mentre si iscrissero i Tulsa Oilers.
- Memphis Wings
- Minneapolis Bruins
- Omaha Knights
- St. Louis Braves
- St. Paul Rangers
- Tulsa Oilers

## Stagione regolare
|  | Pos. | Squadra            | Pt | G  | V  | S  | N | GF  | GS  | DR   |
|  | ---- | ------------------ | -- | -- | -- | -- | - | --- | --- | ---- |
|  | 1.   | St. Paul Rangers   | 88 | 70 | 41 | 23 | 6 | 281 | 223 | +58  |
|  | 2.   | Omaha Knights      | 82 | 70 | 37 | 25 | 8 | 246 | 238 | +8   |
|  | 3.   | Minneapolis Bruins | 79 | 70 | 36 | 27 | 7 | 239 | 193 | +46  |
|  | 4.   | Tulsa Oilers       | 78 | 70 | 35 | 37 | 8 | 254 | 224 | +30  |
|  | 5.   | Memphis Wings      | 61 | 70 | 26 | 35 | 9 | 243 | 245 | -2   |
|  | 6.   | St. Louis Braves   | 32 | 70 | 13 | 51 | 6 | 189 | 329 | -140 |

Legenda:

      Ammesse ai Playoff
Note:

Due punti a vittoria, un punto a pareggio, zero a sconfitta.

## Playoff
|  | Semifinali | Semifinali         | Semifinali |              |   | Finale           | Finale | Finale |  |
|  |            |                    |            |              |   |                  |        |        |  |
|  | 1          | St. Paul Rangers   | 4          |              |   |                  |        |        |  |
|  | 1          | St. Paul Rangers   | 4          |              |   |                  |        |        |  |
|  | 3          | Minneapolis Bruins | 1          |              |   |                  |        |        |  |
|  | 3          | Minneapolis Bruins | 1          |              | 1 | St. Paul Rangers | 4      |        |  |
|  |            |                    |            |              | 1 | St. Paul Rangers | 4      |        |  |
|  |            |                    | 4          | Tulsa Oilers | 2 |                  |        |        |  |
|  | 2          | Omaha Knights      | 4          | Tulsa Oilers | 2 | 2                |        |        |  |
|  | 2          | Omaha Knights      |            |              |   |                  |        |        |  |
|  | 4          | Tulsa Oilers       | 4          |              |   |                  |        |        |  |

## Premi CPHL
- Adams Cup: St. Paul Rangers
- Most Valuable Defenseman Award: Mike McMahon Jr. (St. Paul Rangers)
- Most Valuable Player Award: Cesare Maniago (Minneapolis Bruins)
- Rookie of the Year: Mike Walton (Tulsa Oilers)